# 小梅京人
小梅京人，日本男性漫畫家、插畫家。京都大學出身。在出道前曾經是成人漫畫與同人誌作家，2009年8月曾來臺漫畫博覽會舉行簽名會。

## 經歷
京都大學出身，就學的時候是漫畫研究部的成員。

## 作品

### 一般向漫畫
- 詩∽片（2004年－2005年，月刊Comic電擊大王，單行本全1冊）
- 不平衡抽籤（2006年－2007年，月刊Afternoon，臺灣東立出版社，單行本全2冊）
- 狼與辛香料（2007年－2018年，電撃魔王，台灣角川書店，單行本全16冊）
- 戰爭沒有女人的臉（戦争は女の顔をしていない，監修：速水螺旋人）[2]

### 成人向漫畫
- 花粉少女注意報!（2006年10月）（OVA動畫化）
- 花粉少女2!（2009年12月）

### 遊戲
- Saphizm的舷窗（以「K.TEN」為名擔任原畫與角色設定）
- CANNONBALL 〜ねこねこマシン猛レース!〜（原畫、角色設定）
- 萌萌2次大戰(略)☆Deluxe（部分角色設定）
- 伊希歐之夢（部分角色原畫）[3]

### 其他
- 來玩遊戲吧（2018年，片尾插畫〈第1話〉）

## 外部連結
- http://www7.plala.or.jp/koumekeito/index.html （页面存档备份，存于）（日語）
- 小梅けいと (koumekeito)的X（前Twitter）（日語）